# Agamospermie

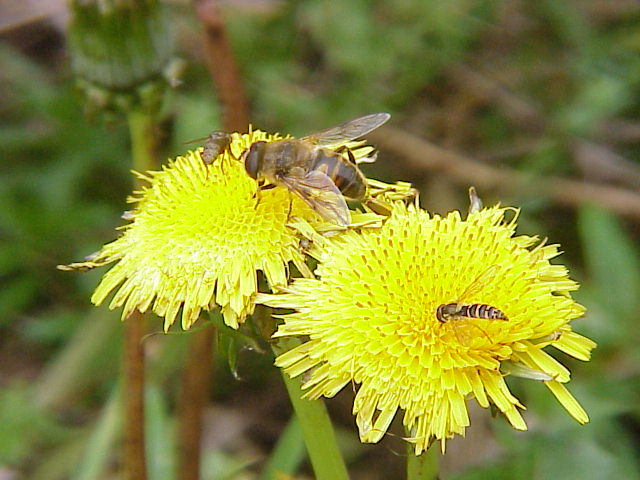
Löwenzahn (Taraxacum) lockt zwar Bestäuber an, für eine Samenbildung ist dies jedoch nicht nötig

Unter Agamospermie versteht man die Bildung von Samen ohne sexuelle Prozesse. Sie ist somit eine Form der Apomixis (asexuelle Vermehrung). Wird dafür eine Bestäubung als Auslöser benötigt, so spricht man von Pseudogamie.
Die entstehenden Tochterorganismen sind durch die fehlende Befruchtung durch ein anderes Individuum mit der Mutterpflanze genetisch identisch (Klone).
Da bei manchen Formen der Agamospermie keine Befruchtung mehr möglich ist, kommt auch das Art-Konzept von Ernst Mayr in Probleme, denn dieser definierte Arten dadurch, dass sie reproduktiv isolierte Populationen sind. Wenn es keine Befruchtung mehr gibt, dann ist demnach jedes Individuum reproduktiv isoliert, also eine eigene Art. Ein Ausweichen auf andere Artkonzepte wie die Unterscheidung durch morphologische Merkmale (Morphospezies) mag ein wenig Ordnung schaffen, aber in Fällen wie beim Löwenzahn (Taraxacum) führt auch dies zu hunderten von Kleinst-Arten („Agamospezies“).
Im Gegensatz zur Selbstbestäubung führt Agamospermie nicht zu Inzuchtdepression, da die dazu führenden genetischen Effekte, vor allem ungünstige homozygote Allele für rezessiv vererbte nachteilige Merkmale, bei agamospermen Individuen kaum auftreten werden, da die Genkombination des mütterlichen Organismus bei erfolgreichen Individuen vermutlich günstig war (geringe genetische Last bzw. Bürde). Dies entspricht der Ausgangslage auch bei regelmäßig selbstbestäubenden Arten. Allerdings vermuten viele Forscher trotzdem nachteilige Effekte aufgrund neuer Mutationen, wenn es im Zuge der Fortpflanzung nicht mehr zur Rekombination kommt (Muller’s ratchet); diese wirken sich aber ggf. erst sehr langfristig aus. Bei der Agamospermie im engeren Sinne kann allerdings, im Gegensatz zur vegetativen Vermehrung, ein Stadium mit Meiose und Rekombination erhalten geblieben sein (eingeschlechtliche Fortpflanzung, im Gegensatz zur ungeschlechtlichen Fortpflanzung), so dass es nicht zwingend zu entsprechenden Folgen kommen muss.
Da die Variabilität bei agamospermen Arten geringer ist, können sie sich bei für ein bestimmtes Individuum zufällig besonders günstigen Umweltbedingungen besonders schnell vermehren. Sie sind deshalb oft gute Kolonisatoren in neu entstandenen Lebensräumen. So finden sich viele agamosperme Arten in Gebieten, die während der Eiszeiten vegetationsfrei waren.
Die Agamospermie ist aus mindestens 34 Pflanzenfamilien bekannt, wie den Rosengewächsen (Frauenmantel, Brombeeren etc.), den Korbblütlern (Habichtskraut, Taraxacum uvm.) und den Süßgräsern (Rispengräser).
Bei den Mechanismen unterscheidet man die sporophytische von der gametophytischen Agamospermie, wobei letztere nochmals in Aposporie und Diplosporie unterteilt wird.

## Sporophytische Agamospermie
Bei der sporophytischen Agamospermie entsteht der Embryo nicht durch Befruchtung des Embryosacks, sondern im sporophytischen (mütterlichen) Nucellusgewebe, das den weiblichen Gameten umgibt und normalerweise meist der Samenernährung dient. Häufig ist zur Bildung eines Nucellusembryos eine Bestäubung als chemischer Reizgeber nötig (Pseudogamie).
Die sporophytische Agamospermie ist fakultativ und kann sogar parallel zur sexuellen Samenbildung verlaufen. Bei der Gattung Citrus kommt es z. B. somit zu einer Polyembryonie, bei der mehrere Embryonen pro Samen entstehen, teils sexuell, teils asexuell entstanden.
Weitere Beispiele für sporophytische Agamospermie sind die Gattungen der Opuntien (Opuntia) sowie das Kohlröschen (Nigritella).

## Gametophytische Agamospermie
Bei der gametophytischen Agamospermie unterbleibt in der Embryosackmutterzelle die Meiose, sodass der entstehende vielkernige Embryosack insgesamt polyploid ist. Aus einem der somit diploiden Embryosackkerne entwickelt sich dann ein diploider Tochterorganismus, ohne eine Befruchtung durch einen männlichen Gameten. Entspricht dieser Embryosackkern der Eizelle, so liegt Parthenogenese (Embryobildung aus einer unreduzierten Eizelle) vor, andernfalls spricht man von „Apogamie“.

### Aposporie

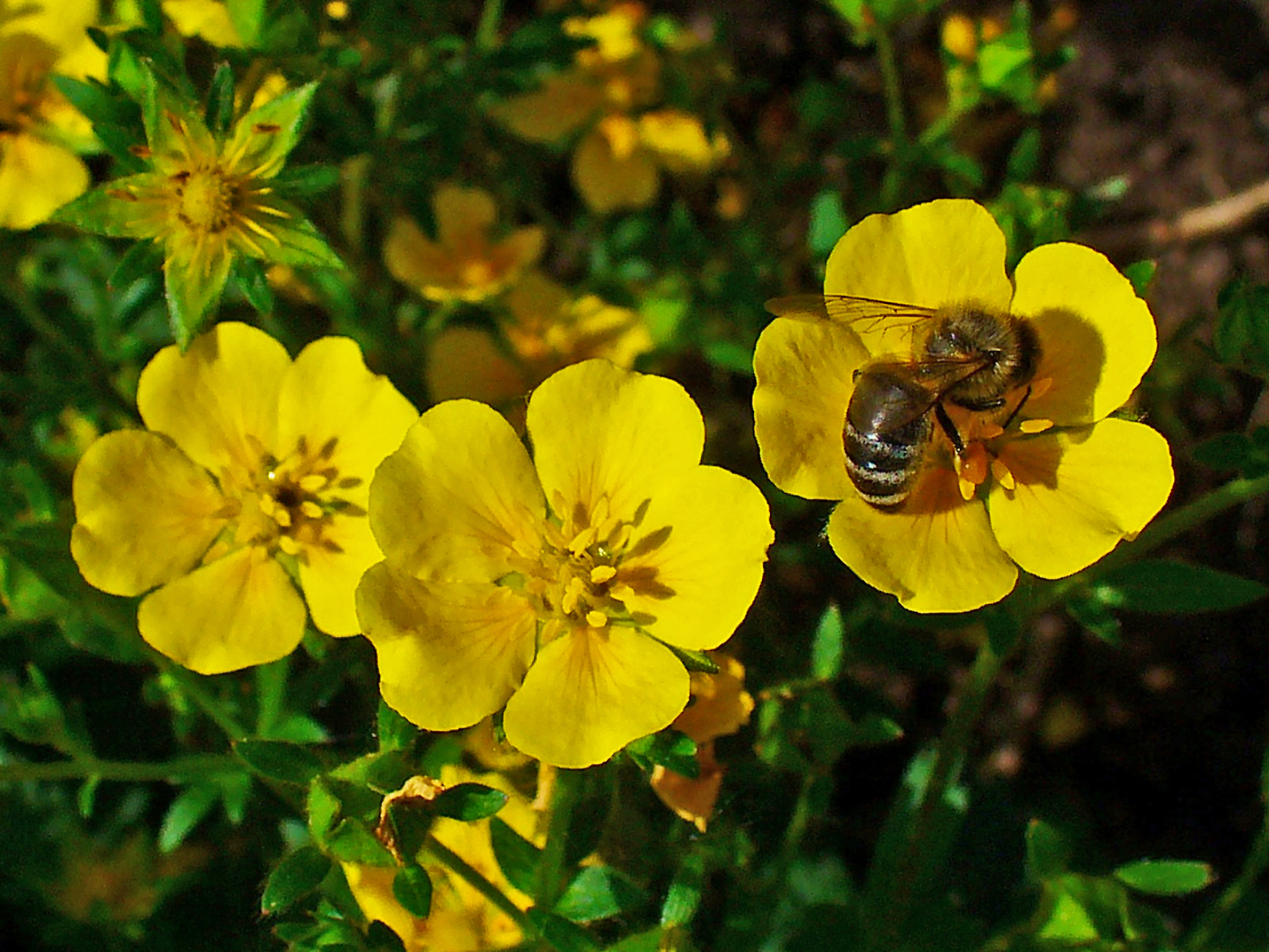
Das Gold-Fingerkraut Potentilla aurea kann sich ebenfalls durch Samen vermehren, ohne dass dazu eine Eizelle befruchtet werden muss.

Bei der Aposporie wird der Embryosack im Nucellus gebildet, jedoch nicht im eigentlichen sporenbildenden Gewebe (Archespor), sondern an anderer Stelle. Durch den übriggebliebenen („normalen“) Embryosack kann es ebenfalls zu einer parallelen sexuellen Befruchtung kommen. Häufig ist auch eine Bestäubung nötig (Pseudogamie), um ein triploides Endosperm (aus einem diploiden Embryosackkern, anstatt wie normal aus zwei haploiden Kernen) zu erhalten.
Beim Wiesen-Rispengras (Poa pratensis) sind 5 Gene nötig, um ohne Befruchtung Samen zu produzieren. Diese sind unter anderem für die Unterdrückung der Meiose zuständig. Die Aposporie ist auch bei den Fingerkräutern und in der Habichtskraut-Untergattung Pilosella verbreitet.

### Diplosporie
Bei der Diplosporie entsteht der Embryosack, wie normal üblich, im Archespor. Dort wird allerdings keine Reduktionsteilung durchgeführt, sondern die Embryosackmutterzelle wächst gleich selbst zur nächsten Generation heran. Da somit keine sexuelle Fortpflanzung mehr möglich ist, ist diese Form obligat.
Diplosporie findet sich vor allem bei den Korbblütlern, wie dem Taraxacum-Löwenzahn, dem Katzenpfötchen (Antennaria) oder bei den Echten Habichtskräutern (Untergattung Hieracium).